# Estación Arteaga
Arteaga es una estación ferroviaria ubicada en la localidad del mismo nombre en el Departamento Caseros, Provincia de Santa Fe, Argentina.
Fue inaugurada en 1888 por el Ferrocarril Oeste Santafesino.

## Servicios
La estación corresponde al Ferrocarril General Bartolomé Mitre de la red ferroviaria argentina. No presta servicios de pasajeros ni de cargas. Sus vías e instalaciones están concesionadas a la empresa de cargas Nuevo Central Argentino.